# Meho Mehičić
Meho Mehičić (Mehmed) (Bosanski Petrovac, 1904. – Salzburg, 17. listopada 1967.), hrvatski odvjetnik i političar iz BiH.

## Životopis
U Sarajevu završio opće srednje učilište. U Zagrebu završio visoko pravno učilište i doktorirao.
U NDH obnašao visoke lokalne i državne dužnosti. Prvo je imenovan dožupanom Velike župe Dubrava u Dubrovniku. Studenoga 1943. dožupan je Velike župe Huma u Mostaru. Bio je i ministar u Vladi NDH. Od 5. svibnja 1944. do 8. svibnja 1945. bio ministar obnove opustošenih krajeva.  
Sa šesnaestoricom ministara Vlade NDH, Mehičić je 6. svibnja 1945. napustio Zagreb zaputivši se prema Zapadu. Prenoćili su u Rogaškoj Slatini. Izbjeglički put odveo ga je u Austriju. S ostalim ministrima stigao je u Klagenfurt putujući preko Celja, Dravograda i predgrađe Klagenfurta Krumpendorf. Zatim je bio u Salzburgu. Salzburg mu je bio zadnje stalno boravište. Ondje je organizirao u hrvatskj zajednici. Suradnik salzburškog Caritasa. Tih godina tamošnji je Caritas vodio Vilim Cecelja i skrbio se za mnogobrojne izbjeglice iz NDH. Mehičić je također bio aktivan u Hrvatskom oslobodilačkom pokretu.